# Llista de gèneres de linífids

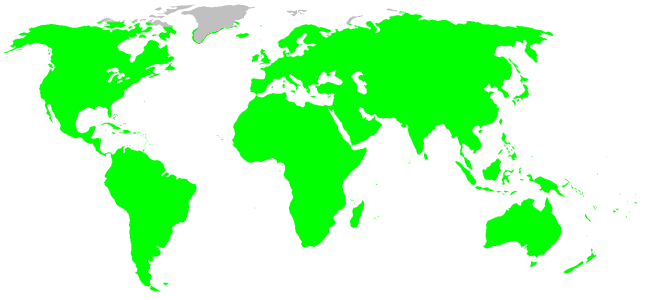
Distribució dels linífids

Llista de gèneres de linífids, una família d'aranyes araneomorfes, la més gran en nombre de gèneres i la segona en nombre d'espècies després dels saltícids. Presenta una distribució per tot el món i una important presència en els territoris d'àmbit català.
Fins al 20 de novembre de 2006, hi havia descrits 569 gèneres i 4.252 espècies. Lepthyphantes és el gènere més nombrós amb 198 espècies, seguit de Walckenaeria amb 189 i Meioneta amb 146 espècies.
En aquest llistat hi ha la informació recollida per Joel Hallan en el seu Biology Catalog.
| Directori A B C D E F G H I J K L M N O P R S T U V W Y Z |

## A
- Abacoproeces Simon, 1884
- Aberdaria Holm, 1962: 82
- Abiskoa Saaristo & Tanasevitch, 2000: 262
- Acanthocymbium Ott & Lise, 1997b: 199
- Acartauchenius Simon, 1884

(=Trachelocamptus Simon, 1884)
- Adelonetria Millidge, 1991: 117
- Afribactrus Wunderlich, a Wunderlich & Nicolai 1995: 320
- Afromynoglenes Merrett & Russell-Smith, 1996: 222
- Afroneta Holm, 1968b: 21
- Agnyphantes Hull, 1932
- Agyneta Hull, 1911
- Ainerigone Eskov, 1993: 50
- Alaxchelicera Butler, 1932
- Alioranus Simon, 1926

(=Hubertinus Wunderlich, 1980)
- Allomengea Strand, 1912

(=Mengea F. O. Pickard-Cambridge, 1903)
(=Pedinella Dahl, 1909)
- Allotiso Tanasevitch, 1990: 42
- Ambengana Millidge & Russell-Smith, 1992: 1386
- Anacornia Chamberlin & Ivie, 1933
- Anguliphantes Saaristo & Tanasevitch, 1996b: 184
- Anibontes Chamberlin, 1924
- Annapolis Millidge, 1984a: 147
- Anodoration Millidge, 1991: 124
- Anthrobia Tellkampf, 1844
- Antrohyphantes Dumitrescu, 1971: 168
- Antronetes Millidge, 1991: 110
- Aphileta Hull, 1920
- Aprifrontalia Oi, 1960a: 150
- Arachosinella Denis, 1958b: 114
- Araeoncus Simon, 1884
- Archaraeoncus Tanasevitch, 1987a: 337
- Arcterigone Eskov & Marusik, 1994: 42
- Arcuphantes Chamberlin & Ivie, 1943: 16

(=Fusciphantes Oi, 1960)
- Asemonetes Millidge, 1991: 62
- Asemostera Simon, 1898
- Asiceratinops Eskov, 1992b: 156
- Asiophantes Eskov, 1993: 43
- Asperthorax Oi, 1960a: 169
- Asthenargellus Caporiacco, 1949a: 366
- Asthenargoides Eskov, 1993: 44
- Asthenargus Simon & Fage, 1922
- Atypena Simon, 1894
- Australolinyphia Wunderlich, 1976c: 133

## B
- Bactrogyna Millidge, 1991: 134
- Barycara Millidge, 1991: 121
- Baryphyma Simon, 1884

(=Acanthophyma Locket, Millidge & Merrett, 1974)
(=Minyrioloides Schenkel, 1930)
(=Porrhothrix Denis, 1945)
(=Praestigia Millidge, 1954)
- Baryphymula Eskov, 1992b: 166
- Bathylinyphia Eskov, 1992b: 162
- Bathyphantes Menge, 1866

(=Bathyphantoides Kaston, 1948)
(=Oreodia Hull, 1950)
- Batueta Locket, 1982: 372
- Beauchenia Usher, 1983a: 553
- Birgerius Saaristo, 1973a: 449
- Bisetifer Tanasevitch, 1987a: 340
- Bishopiana Eskov, 1988b: 678
- Blestia Millidge, 1993a: 126
- Bolephthyphantes Strand, 1901
- Bolyphantes C. L. Koch, 1837
- Bordea Bosmans, 1995: 88
- Brachycerasphora Denis, 1962b: 239
- Brattia Simon, 1894
- Bursellia Holm, 1962: 170

## C
- Caenonetria Millidge & Russell-Smith, 1992: 1399
- Caleurema Millidge, 1991: 60
- Callitrichia Fage, 1936
- Cameroneta Bosmans & Jocqué, 1983: 593
- Canariellanum Wunderlich, 1987a: 187
- Canariphantes Wunderlich, 1992a: 371
- Caracladus Simon, 1884
- Carorita Duffey & Merrett, 1963: 574
- Cassafroneta Blest, 1979: 157
- Catacercus Millidge, 1985: 65
- Catonetria Millidge & Ashmole, 1994: 221
- Caucasopisthes Tanasevitch, 1990: 45
- Cautinella Millidge, 1985: 63
- Caviphantes Oi, 1960a: 178

(=Lessertiella Dumitrescu & Miller, 1962)
(=Maxillodens Zhu & Zhou, 1992)
- Centromerita Dahl, 1912

(=Centromerides Strand, 1928)
(=Centromerinus Simon, 1929)
- Centromerus Dahl, 1886

(=Atopogyna Millidge, 1984)
- Centrophantes Miller & Polenec, 1975a: 126
- Ceraticelus Simon, 1884
- Ceratinella Emerton, 1882
- Ceratinops Banks, 1905
- Ceratinopsidis Bishop & Crosby, 1930
- Ceratinopsis Emerton, 1882
- Ceratocyba Holm, 1962: 62
- Cheniseo Bishop & Crosby, 1935
- Chenisides Denis, 1962g: 198
- Cherserigone Denis, 1954a: 321
- Chiangmaia Millidge, 1995: 52
- Chthiononetes Millidge, 1993b: 216
- Cineta Simon, 1884 (Nomen dubium; tipus Erigone genistae Simon 1881g: 254)
- Cinetata Wunderlich, 1995s: 644
- Clitistes Simon, 1902
- Clitolyna Simon, 1894
- Cnephalocotes Simon, 1884
- Collinsia O. Pickard-Cambridge, 1913

(=Anitsia Chamberlin, 1922)
(=Catabrithorax Chamberlin, 1920)
(=Coryphaeolana Strand, 1914)
(=Crosbyana Strand, 1934)
(=Microerigone M. Dahl, 1928)
(=Milleriana Denis, 1966)
(=Parerigone Crosby, 1926)
- Coloncus Chamberlin, 1948a: 522
- Comorella Jocqué, 1985b: 223
- Concavocephalus Eskov, 1989b: 68
- Connithorax Eskov, 1993

(=Conithorax Eskov, 1988)
(=Conothorax Eskov & Marusik, 1992)
- Coreorgonal Bishop & Crosby, 1935
- Cornicephalus Saaristo & Wunderlich, 1995a: 308
- Cresmatoneta Simon, 1929

(=Formicina Canestrini, 1868) (& Pavesi?)
(=Formicinina Strand, 1932) (canvi de nom genèric superficial)
- Crispiphantes Tanasevitch, 1992: 45
- Crosbyarachne Charitonov, 1937
- Crosbylonia Eskov, 1988b: 681
- Cryptolinyphia Millidge, 1991: 63
- Ctenophysis Millidge, 1985: 42
- Custodela Petrunkevitch, 1942 (Fòssil)
  - Custodela cheiracantha (Koch & Berendt, 1854) (Fòssil; Oligocè)

(=Linyphia cheiracantha Koch & Berendt, 1854)
- Cyphonetria Millidge, 1995: 49

## D
- Dactylopisthes Simon, 1884

(=Scytiella Georgescu, 1976)
- Dactylopisthoides Eskov, 1990b: 4
- Decipiphantes Saaristo & Tanasevitch, 1996b: 184
- Deelemania Jocqué & Bosmans, 1983: 8
- Dendronetria Millidge & Russell-Smith, 1992: 1396
- Diastanillus Simon, 1926
- Dicornua Oi, 1960a: 182
- Dicymbium Menge, 1868
- Didectoprocnemis Denis, 1949c: 248
- Diechomma Millidge, 1991: 112
- Diplocentria Hull, 1911

(=Microcentria Schenkel, 1925)
(=Scotoussa Bishop & Crosby, 1938)
(=Smodigoides Crosby & Bishop, 1936)
- Diplocephaloides Oi, 1960a: 156
- Diplocephalus Bertkau, 1883

(=Chocorua Crosby & Bishop, 1933)
(=Plaesiocraerus Simon, 1884)
(=Streptosphaenus Simon, 1926)
- Diploplecta Millidge, 1988a: 45
- Diplostyla Emerton, 1882

(=Stylophora Menge, 1866)
- Diplothyron Millidge, 1991: 66
- Disembolus Chamberlin & Ivie, 1933
- Dismodicus Simon, 1884
- Doenitzius Oi, 1960a: 194
- Dolabritor Millidge, 1991: 188
- Donacochara Simon, 1884
- Drapetisca Menge, 1866
- Drepanotylus Holm, 1945b: 25
- Dresconella Denis, 1950b: 93
- Dubiaranea Mello-Leitão, 1943a: 166

(=Hormembolus Millidge, 1985)
(=Paranesticus Mello-Leitão, 1944)
- Dumoga Millidge & Russell-Smith, 1992: 1393
- Dunedinia Millidge, 1988a: 42

## E
- Eborilaira Eskov, 1989b: 69
- Eldonia Tanasevitch, 1996b: 127
- Elgonia Holm, 1989

(=Elgonella Holm, 1962)
- Emenista Simon, 1894
- Enguterothrix Denis, 1962g: 193
- Entelecara Simon, 1884

(=Araeoncoides Wunderlich, 1969)
(=Stajus Simon, 1884)
- Eogonatium Petrunkevitch, 1942 (Fòssil)
  - Eogonatium minutum (Petrunkevitch, 1942) (Fòssil)
- Eopopino Petrunkevitch, 1942 (Fòssil; Oligocè)
  - Eopopino inopinatus (Wunderlich, 1986) (Nesticidae? Fòssil)
  - Eopopino longipes (Petrunkevitch, 1942) (Fòssil)
  - Eopopino rarus (Wunderlich, 1986) (Nesticidae? Fòssil)
- Eordea Simon, 1899
- Eperigone Crosby & Bishop, 1928

(=Aitutakia Marples, 1960)
(=Anerigone Berland, 1932)
- Epibellowia Tanasevitch, 1996b: 127
- Epiceraticelus Crosby & Bishop, 1931
- Epigyphantes Saaristo & Tanasevitch, 2004: 111
- Epigytholus Tanasevitch, 1996c: 68
- Episolder Tanasevitch, 1996c: 65
- Epiwubana Millidge, 1991: 114
- Eridantes Crosby & Bishop, 1933
- Erigone Audouin, 1826
- Erigonella Dahl, 1901
- Erigonoploides Eskov, 1989b: 72
- Erigonoplus Simon, 1884

(=Cotyora Simon, 1926)
(=Erigonopterna Miller, 1943)
- Erigonops Scharff, 1990

(=Erigonopsis Hewitt, 1915)
- Erigophantes Wunderlich, 1995k: 566
- Eskovia Marusik & Saaristo, 1999: 125
- Estrandia Blauvelt, 1936
- Eulaira Chamberlin & Ivie, 1933
- Eurymorion Millidge, a Platnick 1993c: 277

(=Eurycolon Millidge, 1991)
- Evansia O. Pickard-Cambridge, 1900
- Exechopsis Millidge, 1991: 56
- Exocora Millidge, 1991: 58

## F
- Fageiella Kratochvíl, 1934
- Falklandoglenes Usher, 1983a: 550
- Fissiscapus Millidge, 1991: 144
- Flagelliphantes Saaristo & Tanasevitch, 1996b: 184
- Floricomus Crosby & Bishop, 1925
- Florinda O. Pickard-Cambridge, 1896

(=Linyphiella Banks, 1905)
- Floronia Simon, 1887
- Formiphantes Saaristo & Tanasevitch, 1996b: 186
- Frontella Kulczynski, 1908
- Frontinella F. O. Pickard-Cambridge, 1902
- Frontinellina van Helsdingen, 1969: 284
- Frontiphantes Wunderlich, 1987a: 150

## G
- Gibothorax Eskov, 1989b: 72
- Gilvonanus Millidge, 1991: 131
- Glyphesis Simon, 1926
- Gnathonargus Bishop & Crosby, 1935
- Gnathonarium Karsch, 1881
- Gnathonaroides Bishop & Crosby, 1938
- Gonatium Menge, 1868
- Gonatoraphis Millidge, 1991: 186
- Goneatara Bishop & Crosby, 1935
- Gongylidiellum Simon, 1884
- Gongylidioides Oi, 1960a: 172
- Gongylidium Menge, 1868
- Gorbothorax Tanasevitch, 1998a: 421
- Grammonota Emerton, 1882

(=Itys O. Pickard-Cambridge, 1894) (nom genèric ja ocupat)
(=Itytis Strand, 1932)
- Graphomoa Chamberlin, 1924
- Gravipalpus Millidge, 1991: 156
- Gymnocymbium Millidge, 1991: 184

## H
- Habreuresis Millidge, 1991: 115
- Halorates Hull, 1911
- Haplinis Simon, 1894

(=Mynoglenes Simon, 1905)
(=Paralinyphia Bryant, 1933)
- Haplomaro Miller, 1970: 143
- Helophora Menge, 1866
- Helsdingenia Saaristo & Tanasevitch, 2003a: 153
- Herbiphantes Tanasevitch, 1992: 40
- Heterolinyphia Wunderlich, 1973c: 429
- Heterotrichoncus Wunderlich, 1970: 403
- Hilaira Simon, 1884

(=Arctilaira Chamberlin, 1921)
(=Soudinus Crosby & Bishop, 1936)
(=Utopiellum Strand, 1901)
- Himalaphantes Tanasevitch, 1992: 43
- Holma Locket, 1974: 169
- Holminaria Eskov, 1991c: 97
- Horcotes Crosby & Bishop, 1933
- Hubertella Platnick, 1989b: 244

(=Hubertia Georgescu, 1977)
- Hybauchenidium Holm, 1973: 85
- Hybocoptus Simon, 1884
- Hylyphantes Simon, 1884

(=Erigonidium Smith, 1904)
- Hyperafroneta Blest, 1979: 155
- Hypomma Dahl, 1886

(=Dicyphus Menge, 1869)
(=Enidia Smith, 1908)
(=Falconeria Smith, 1904)
(=Smitheria Coolidge, 1909)
- Hypselistes Simon, 1894
- Hypselocara Millidge, 1991: 111
- Hypsocephalus Millidge, 1978a: 119

## I
- Ibadana Locket & Russell-Smith, 1980: 75
- Iberoneta Deeleman-Reinhold, 1984: 44
- Icariella Brignoli, 1979b: 199
- Idionella Banks, 1893
- Improphantes Saaristo & Tanasevitch, 1996b: 177
- Impulsor Petrunkevitch, 1942 (Fòssil; Oligocè)
  - Impulsor mutilus (Petrunkevitch, 1958) (Fòssil)
  - Impulsor neglectus (Petrunkevitch, 1942) (Fòssil)
- Incestophantes Tanasevitch, 1992: 45
- Indophantes Saaristo & Tanasevitch, 2003: 320
- Islandiana Braendegaard, 1932

(=Aduva Bishop & Crosby, 1936)
- Ivielum Eskov, 1988b: 682

## J
- Jacksonella Millidge, 1951: 561
- Jalapyphantes Gertsch & Davis, 1946: 7
- Janetschekia Schenkel, 1939
- Johorea Locket, 1982: 374

## K
- Kaestneria Wiehle, 1956: 272
- Kenocymbium Millidge & Russell-Smith, 1992: 1373
- Ketambea Millidge & Russell-Smith, 1992: 1376
- Kikimora Eskov, 1988b: 685
- Knischatiria Wunderlich, 1976c: 134
- Koinothrix Jocqué, 1981c: 829
- Kolymocyba Eskov, 1989b: 74
- Kratochviliella Miller, 1938
- Kuala Locket, 1982: 370

## L
- Labicymbium Millidge, 1991: 145
- Labulla Simon, 1884
- Labullinyphia van Helsdingen, 1985b: 16
- Labullula Strand, 1913
- Laetesia Simon, 1908
- Laminacauda Millidge, 1985: 26
- Laperousea Dalmas, 1917
- Lasiargus Kulczynski, 1894
- Lepthyphantes Menge, 1866
- Leptorhoptrum Kulczynski, 1894

(=Nanavia Chamberlin & Ivie, 1933)
- Leptothrix Menge, 1869

(=Phaulothrix Bertkau, 1885)
- Lessertia Smith, 1908

(=Scotoneta Simon, 1910)
- Lessertinella Denis, 1947f: 58
- Liger O. Pickard-Cambridge, 1896
- Limoneta Bosmans & Jocqué, 1983: 596
- Linyphantes Chamberlin & Ivie, 1942a: 45

(=Centromeroides Schenkel, 1950)
- Linyphia Latreille, 1804
  - Linyphia oblonga (Koch & Berendt, 1854) (Fòssil)
  - Linyphia seclusa (Scudder) (Fòssil; Oligocè)
- Linyphioides Strand, 1909 (Nomen dubium; type L. typus Strand 1909g: 568 (j, South Africa)
- Liticen Petrunkevitch, 1942 (Fòssil; Oligocè)
  - Liticen setosus (Petrunkevitch, 1942) (Fòssil)
- Locketidium Jocqué, 1981b: 557
- Locketiella Millidge & Russell-Smith, 1992: 1398
- Lomaita Bryant, 1948b: 391
- Lophomma Menge, 1868
- Lotusiphantes Chen & Yin, 2001: 170
- Lucrinus O. Pickard-Cambridge, 1904
- Lygarina Simon, 1894

## M
- Machadocara Miller, 1970: 138
- Macrargus Dahl, 1886

(=Auletta O. Pickard-Cambridge, 1882)
(=Aulettobia Strand, 1929)
- Maculoncus Wunderlich, 1995s: 646
- Malkinella Millidge, 1991: 132
- Malkinia Millidge, 1991: 131
- Malleator Petrunkevitch, 1942 (Fòssil; Oligocè)
  - Malleator niger (Petrunkevitch, 1942) (Fòssil)
- Mansuphantes Saaristo & Tanasevitch, 1996b: 178
- Maorineta Millidge, 1988a: 57
- Maro O. Pickard-Cambridge, 1906

(=Micronetata Dahl, 1912)
- Martensinus Wunderlich, 1973c: 432
- Masikia Millidge, 1984a: 152
- Maso Simon, 1884
- Masoncus Chamberlin, 1948a: 536
- Masonetta Chamberlin & Ivie, 1939
- Mecopisthes Simon, 1926
- Mecynargoides Eskov, 1988d: 1826
- Mecynargus Kulczynski, 1894

(=Conigerella Holm, 1967)
(=Rhaebothorax Simon, 1926)
- Mecynidis Simon, 1894
- Meditrina Petrunkevitch, 1942 (Fòssil; Oligocè)
  - Meditrina circumvallata (Petrunkevitch, 1942) (Fòssil)
- Megafroneta Blest, 1979: 143
- Megalepthyphantes Wunderlich, 1994b: 168
- Meioneta Hull, 1920

(=Aprolagus Simon, 1929)
(=Eupolis O. Pickard-Cambridge, 1900)
(=Gnathantes Chamberlin & Ivie, 1943)
(=Syedrula Simon, 1929)
- Mermessus O. Pickard-Cambridge, 1899
- Mesasigone Tanasevitch, 1989a: 141
- Metafroneta Blest, 1979: 154
- Metaleptyphantes Locket, 1968: 98
- Metamynoglenes Blest, 1979: 129
- Metapanamomops Millidge, 1977: 25
- Metopobactrus Simon, 1884
- Micrargus Dahl, 1886

(=Blaniargus Simon, 1913)
(=Nothocyba Simon, 1926)
(=Plexisma Hull, 1920)
- Microbathyphantes van Helsdingen, 1985b: 21

(=Priscipalpus Millidge, 1991)
- Microctema Millidge, 1991: 132
- Microctenonyx Dahl, 1886

(=Aulacocyba Simon, 1926)
- Microcyba Holm, 1962: 39
- Microlinyphia Gerhardt, 1928

(=Bonnetiella Caporiacco, 1949)
(=Pusillia Chamberlin & Ivie, 1943)
- Micromaso Tambs-Lyche, 1983b: 231
- Microneta Menge, 1869
- Microplanus Millidge, 1991: 143
- Microsphalma Millidge, 1991: 117
- Micryphantes C. L. Koch, 1833 (Nomen dubium; tipus M. ovatus C. L. Koch 1833: 121)
- Midia Saaristo & Wunderlich, 1995b: 312
- Miftengris Eskov, 1993: 52
- Millidgea Locket, 1968: 129
- Millplophrys Platnick, 1998: 397

(=Diplophrys Millidge, 1995)
- Minicia Thorell, 1875

(=Flagellicymbium Schmidt, 1975)
- Minyriolus Simon, 1884
- Mioxena Simon, 1926
- Mitrager van Helsdingen, 1985a: 353
- Moebelia Dahl, 1886
- Moebelotinus Wunderlich, 1995e: 501
- Monocephalus Smith, 1906
- Monocerellus Tanasevitch, 1983a: 218
- Montilaira Chamberlin, 1921
- Moreiraxena Miller, 1970: 134
- Mughiphantes Saaristo & Tanasevitch, 1999: 139
- Murphydium Jocqué, 1996: 236
- Mycula Schikora, 1994: 274
- Myrmecomelix Millidge, 1993

(=Myrmecoxenus Millidge, 1991)
- Mystagogus Petrunkevitch, 1942 (Fòssil; Oligocè)
  - Mystagogus dubius (Petrunkevitch, 1942) (Fòssil)
  - Mystagogus glaber (Petrunkevitch, 1942) (Fòssil)
- Mythoplastoides Crosby & Bishop, 1933

## N
- Napometa Benoit, 1977k: 185
- Nasoona Locket, 1982: 366

(=Chaetophyma Millidge, 1991)
- Nasoonaria Wunderlich & Song, 1995: 346
- Nematogmus Simon, 1884
- Nenilinium Eskov, 1988b: 686
- Nentwigia Millidge, 1995: 50
- Neocautinella Baert, 1990a: 131
- Neodietrichia Crosby & Bishop, 1933
- Neoeburnella Koçak, 1986: 47

(=Eburnella Jocqué & Bosmans, 1983)
- Neomaso Forster, 1970a: 39
- Neonesiotes Millidge, a Beatty, Berry & Millidge 1991: 268
- Neriene Blackwall, 1833

(=Linyphiella Homann, 1951)
(=Neolinyphia Oi, 1960)
(=Prolinyphia Homann, 1952)
- Neserigone Eskov, 1992b: 161
- Nesioneta Millidge, a Beatty, Berry & Millidge 1991: 265
- Nippononeta Eskov, 1992b: 159
- Nipponotusukuru Saito & Ono, 2001: 27
- Nispa Eskov, 1993: 53
- Notholepthyphantes Millidge, 1985: 23
- Nothophantes Merrett & Stevens, 1995: 118
- Notiogyne Tanasevitch, 2007
- Notiohyphantes Millidge, 1985: 18
- Notiomaso Banks, 1914

(=Perimaso Tambs-Lyche, 1954)
- Notioscopus Simon, 1884
- Notiothauma Millidge, 1991: 125
- Novafroneta Blest, 1979: 138
- Novafrontina Millidge, 1991: 63
- Novalaetesia Millidge, 1988a: 42

## O
- Oaphantes Chamberlin & Ivie, 1943: 7
- Obnisus Petrunkevitch, 1942 (Fòssil; Oligocè)
  - Obnisus tenuipes (Petrunkevitch, 1942) (Fòssil; ambre del Bàltic)
- Obrimona Strand, 1934

(=Obrima Simon, 1894) (preoccupied)
- Obscuriphantes Saaristo & Tanasevitch, 2000: 260
- Ochronetria Millidge, 1991: 192
- Oculocornia Oliger, 1985: 647
- Oedothorax Bertkau, a Förster & Bertkau 1883
- Oia Wunderlich, 1973c: 437
- Oilinyphia Ono & Saito, 1989: 232
- Oinia Eskov, 1984b: 1340
- Okhotigone Eskov, 1993: 55
- Onychembolus Millidge, 1985: 60
- Ophrynia Jocqué, 1981a: 487
- Oreocyba Holm, 1962: 33
- Oreonetides Strand, 1901

(=Aigola Chamberlin, 1922)
(=Labuella Chamberlin & Ivie, 1943)
(=Montitextrix Denis, 1963)
(=Paramaro Wunderlich, 1980)
- Oreophantes Eskov, 1984a: 667
- Orientopus Eskov, 1992b: 165
- Origanates Crosby & Bishop, 1933
- Orsonwelles Hormiga, 2002: 381
- Oryphantes Hull, 1932
- Ostearius Hull, 1911

(=Haemathyphantes Caporiacco, 1949)
- Otunus Chikuni, 1955 (Yaginuma a Brignoli 1983c: 285;

(=Arcuphantes Chamberlin & Ivie 1943 per Yaginuma 1970d: 651)
- Ouedia Bosmans & Abrous, 1992: 84

(=Pelecopterna Wunderlich, 1995)

## P
- Pachydelphus Jocqué & Bosmans, 1983: 3
- Pacifiphantes Eskov & Marusik, 1994: 49
- Paikiniana Eskov, 1992b: 164
- Palaeohyphantes Millidge, 1984b: 264
- Palliduphantes Saaristo & Tanasevitch, 2001: 6
- Panamomops Simon, 1884

(=Lochkovia Miller & Valesová, 1964)
(=Microstrandina Charitonov, 1937)
(=Panamomopsides Denis, 1962)
- Paracornicularia Crosby & Bishop, 1931
- Paraeboria Eskov, 1990a: 51
- Parafroneta Blest, 1979: 147
- Paraglyphesis Eskov, 1991d: 103
- Paragongylidiellum Wunderlich, 1973c: 440
- Paraletes Millidge, 1991: 142
- Parameioneta Locket, 1982: 375
- Paranasoona Heimer, 1984b: 87
- Parapelecopsis Wunderlich, 1992a: 393
- Parasisis Eskov, 1984b: 1337
- Paratapinocyba Saito, 1986: 16
- Parawubanoides Eskov & Marusik, 1992b: 31
- Parhypomma Eskov, 1992b: 165
- Paro Berland, 1942
- Patagoneta Millidge, 1985: 21
- Pelecopsidis Bishop & Crosby, 1935
- Pelecopsis Simon, 1864

(=Exechophysis Simon, 1884)
(=Lophocarenum Menge, 1866)
- Pelidida Simon, 1898
- Peponocranium Simon, 1884
- Perimonoides Schenkel, 1963: 115
- Perlongipalpus Eskov & Marusik, 1991: 238
- Perregrinus Tanasevitch, 1992

(=Peregrinus Tanasevitch, 1982)
- Perro Tanasevitch, 1992

(=Pero Tanasevitch, 1985)
- Phanetta Keyserling, 1886
- Phlattothrata Crosby & Bishop, 1933
- Phyllarachne Millidge & Russell-Smith, 1992: 1401
- Piesocalus Simon, 1894
- Piniphantes Saaristo & Tanasevitch, 1996b: 180
- Pityohyphantes Simon, 1929
- Plaesianillus Simon, 1926
- Plectembolus Millidge & Russell-Smith, 1992: 1380
- Plesiophantes Heimer, 1981a: 197
- Plicatiductus Millidge & Russell-Smith, 1992: 1387
- Pocadicnemis Simon, 1884
- Pocobletus Simon, 1894
- Poecilafroneta Blest, 1979: 153
- Poeciloneta Kulczynski, 1894
- Porrhomma Simon, 1884

(=Opistoxys Simon, 1884)
- Primerigonina Wunderlich, 1995g: 535
- Prinerigone Millidge, 1988b: 216
- Priperia Simon, 1904
- Procerocymbium Eskov, 1989b: 75
- Proelauna Jocqué, 1981a: 471
- Proislandiana Tanasevitch, 1985a: 55
- Promynoglenes Blest, 1979: 125
- Pronasoona Millidge, 1995: 46
- Pronopius Menge, 1869 (Nomen dubium; tipus P. providus Menge 1869: 243 Alemanya)
- Prosoponoides Millidge & Russell-Smith, 1992: 1369
- Protoerigone Blest, 1979: 144
- Pseudafroneta Blest, 1979: 132
- Pseudocarorita Wunderlich, 1980g: 120
- Pseudocyba Tanasevitch, 1984a: 384
- Pseudohilaira Eskov, 1990a: 43
- Pseudomaro Denis, 1966b: 1
- Pseudomaso Locket & Russell-Smith, 1980: 70
- Pseudomicrargus Eskov, 1992b: 165
- Pseudomicrocentria Miller, 1970: 98
- Pseudoporrhomma Eskov, 1993: 55
- Pseudotyphistes Brignoli, 1972c: 369
- Pseudowubana Eskov & Marusik, 1992

(=Veles Pakhorukov, 1981)
- Psilocymbium Millidge, 1991: 181

## R
- Racata Millidge, 1995: 49
- Rhabdogyna Millidge, 1985: 44
- Ringina Tambs-Lyche, 1954: 17
- Ryojius Saito & Ono, 2001: 53

## S
- Saaristoa Millidge, 1978b: 123
- Saitonia Eskov, 1992b: 164
- Saloca Simon, 1926
- Satilatlas Keyserling, 1886

(=Perimones Jackson, 1932)
- Sauron Eskov, a Eskov & Marusik 1995: 59
- Savignia Blackwall, 1833

(=Cephalethus Chamberlin & Ivie, 1947)
(=Delorrhipis Simon, 1884)
- Savigniorrhipis Wunderlich, 1992a: 395
- Scandichrestus Wunderlich, 1995s: 648
- Schaenobates Blackwall, 1850 (Nomen dubium; type S. walkeri Blackwall 1850: 343 England)
- Schistogyna Millidge, 1991: 68
- Sciastes Bishop & Crosby, 1938
- Scirites Bishop & Crosby, 1938
- Scironis Bishop & Crosby, 1938
- Scolecura Millidge, 1991: 119
- Scolopembolus Bishop & Crosby, 1938
- Scotargus Simon, 1913
- Scotinotylus Simon, 1884

(=Caledonia O. Pickard-Cambridge, 1894)
(=Cervinargus Vogelsanger, 1944)
(=Cheraira Chamberlin, 1948)
(=Cochlembolus Crosby, 1929)
(=Yukon Chamberlin & Ivie, 1947)
- Scylaceus Bishop & Crosby, 1938
- Scyletria Bishop & Crosby, 1938
- Selenyphantes Gertsch & Davis, 1946: 7

(=Palaeolinyphia Wunderlich, 1986)
- Semljicola Strand, 1906

(=Eboria Falconer, 1910)
(=Latithorax Holm, 1943)
- Sibirocyba Eskov & Marusik, 1994: 60
- Silometopoides Eskov, 1990a: 52
- Silometopus Simon, 1926

(=Scleroschaema Hull, 1911)
- Simplicistilus Locket, 1968: 113
- Sinolinyphia Wunderlich & Li, 1995: 336
- Sinoria Bishop & Crosby, 1938
- Sintula Simon, 1884
- Sisicottus Bishop & Crosby, 1938
- Sisicus Bishop & Crosby, 1938
- Sisis Bishop & Crosby, 1938
- Sisyrbe Bishop & Crosby, 1938
- Sitalcas Bishop & Crosby, 1938
- Smermisia Simon, 1894
- Smodix Bishop & Crosby, 1938
- Solenysa Simon, 1894
- Soucron Crosby & Bishop, 1936
- Souessa Crosby & Bishop, 1936
- Souessoula Crosby & Bishop, 1936
- Sougambus Crosby & Bishop, 1936
- Souidas Crosby & Bishop, 1936
- Soulgas Crosby & Bishop, 1936
- Spanioplanus Millidge, 1991: 143
- Sphecozone O. Pickard-Cambridge, 1870

(=Hypselistoides Tullgren, 1901)
- Spirembolus Chamberlin, 1920

(=Bactroceps Chamberlin & Ivie, 1945)
(=Tortembolus Crosby, 1925)
- Stemonyphantes Menge, 1866

(=Narcissius Ermolajew, 1930)
- Sthelota Simon, 1894
- Stictonanus Millidge, 1991: 59
- Strandella Oi, 1960a: 188
- Strongyliceps Fage, a Fage & Simon 1936
- Styloctetor Simon, 1884

(=Anacotyle Simon, 1926)
- Subbekasha Millidge, 1984a: 138
- Syedra Simon, 1884
- Symmigma Crosby & Bishop, 1933

## T
- Tachygyna Chamberlin & Ivie, 1939
- Tallusia Lehtinen & Saaristo, 1972: 265
- Tanasevitchia Marusik & Saaristo, 1999: 128
- Tapinocyba Simon, 1884

(=Colobocyba Simon, 1926)
- Tapinocyboides Wiehle, 1960a: 313
- Tapinopa Westring, 1851
- Taranucnus Simon, 1884
- Tchatkalophantes Tanasevitch, 2001: 20
- Tennesseellum Petrunkevitch, 1925
- Tenuiphantes Saaristo & Tanasevitch, 1996b: 180
- Tessamoro Eskov, 1993: 58
- Thainetes Millidge, 1995: 48
- Thaiphantes Millidge, 1995: 53
- Thaleria Tanasevitch, 1984a: 382
- Thapsagus Simon, 1894
- Thaumatoncus Simon, 1884
- Theoa Saaristo, 1995a: 49
- Theonina Simon, 1929
- Thyreobaeus Simon, 1889
- Thyreosthenius Simon, 1884

(=Hormathion Crosby & Bishop, 1933)
- Tibiaster Tanasevitch, 1987c: 72
- Tibioploides Eskov & Marusik, 1991: 240
- Tibioplus Chamberlin & Ivie, 1947b: 51
- Tiso Simon, 1884
- Tmeticides Strand, 1907
- Tmeticus Menge, 1868
- Tojinium Saito & Ono, 2001: 34
- Tomohyphantes Millidge, 1995: 51
- Toschia Caporiacco, 1949a: 363
- Totua Keyserling, 1891
- Trachyneta Holm, 1968b: 39
- Traematosisis Bishop & Crosby, 1938
- Trematocephalus Dahl, 1886
- Trichobactrus Wunderlich, 1995e: 506
- Trichoncoides Denis, 1950d: 71

(=Paratrichoncus Miller, 1966)
(=Spaniophrys Denis, 1966)
- Trichoncus Simon, 1884
- Trichopterna Kulczynski, 1894
- Triplogyna Millidge, 1991: 129
- Troglohyphantes Joseph, 1881

(=Stygohyphantes Kratochvíl, 1948)
- Troxochrota Kulczynski, 1894
- Troxochrus Simon, 1884
- Tubercithorax Eskov, 1988d: 1827
- Tunagyna Chamberlin & Ivie, 1933
- Turbinellina Millidge, 1993

(=Turbinella Millidge, 1991)
- Turinyphia van Helsdingen, 1982b: 174
- Tusukuru Eskov, 1993: 50
- Tutaibo Chamberlin, 1916

(=Bonnetia Caporiacco, 1955)
(=Caporiacconia Racenis, 1955)
- Tybaertiella Jocqué, 1979: 752

(=Locketia Holm, 1979)
- Typhistes Simon, 1894
- Typhlonyphia Kratochvíl, 1936
- Typhochrestinus Eskov, 1990a: 44
- Typhochrestoides Eskov, 1990a: 46
- Typhochrestus Simon, 1884

(=Pannicularia Tanasevitch, 1983)
(=Tarsiphantes Strand, 1905)

## U
- Uahuka Berland, 1935
- Uapou Berland, 1935
- Ulugurella Jocqué & Scharff, 1986: 9
- Ummeliata Strand, 1942: 397

(=Hummelia Schenkel, 1936)
- Uralophantes Esyunin, 1992b: 136
- Ussurigone Eskov, 1993: 58
- Uusitaloia Marusik, Koponen & Danilov, 2001: 89

## V
- Vagiphantes Saaristo & Tanasevitch, 2004: 111
- Valdiviella Millidge, 1985: 61
- Vermontia Millidge, 1984a: 166
- Vesicapalpus Millidge, 1991: 55
- Victorium Eskov, 1988b: 688

## W
- Wabasso Millidge, 1984a: 149
- Walckenaeria Blackwall, 1833

(=Cornicularia Menge, 1868)
(=Paragonatium Schenkel, 1927)
(=Prosopotheca Simon, 1884)
(=Tigellinus Simon, 1884)
(=Trachynella Braendegaard, 1932)
(=Wideria Simon, 1864)
- Walckenaerianus Wunderlich, 1995e: 509
- Wiehlea Braun, 1959: 99
- Wiehlenarius Eskov, 1990a: 48
- Wubana Chamberlin, 1919
- Wubanoides Eskov, 1986c: 174

## Y
- Yakutopus Eskov, 1990a: 48

## Z
- Zerogone Eskov & Marusik, 1994: 67
- Zilephus Simon, 1902
- Zornella Jackson, 1932

(=Pseudogonatium Strand, 1901)
- Zygottus Chamberlin, 1948a: 560